# 香山区
香山区（シアンシャン/こうざん-く）は新竹市の市轄区。

## 行政区域
| 地区 | 里                                                             |
| ---- | -------------------------------------------------------------- |
| 埔前 | 頂埔里、頂福里、中埔里、埔前里、牛埔里、虎林里、虎山里、港南里 |
| 香山 | 香山里、大庄里、香村里、東香里、美山里、朝山里、樹下里、浸水里 |
| 海山 | 海山里、塩水里、内湖里、南港里、中隘里、南隘里、大湖里、茄苳里 |

## 教育

### 大学
- 中華大学

- 玄奘大学

- 元培科技大学

### 高級中学
- 新竹市立市立香山高級中学

### 国民中学
- 新竹市立市富礼国民中学

- 新竹市立虎林国民中学

- 新竹市立内湖国民中学

## 観光

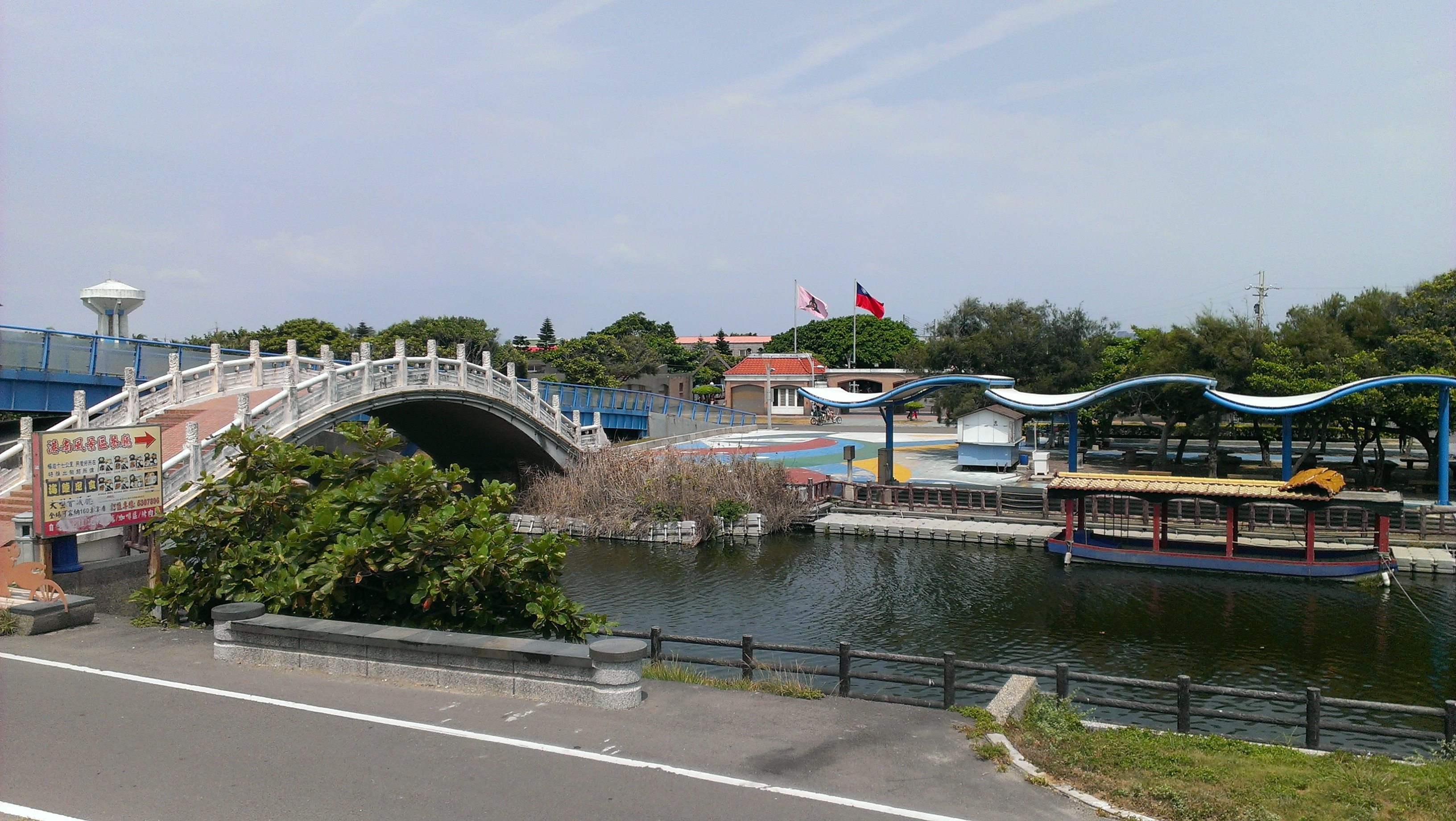
港南海浜風景区内の港南運河に架かるアーチ橋

- 香山駅
- 香山湿地（中国語版）
- 金城湖（中国語版）
- 港南海浜風景区（中国語版）